# Heaven (Britse band)
Heaven is een Britse band, die live enige indruk heeft gemaakt op de festivals van Wight van 1969 en 1970.
De band komt uit de buurt van Gosport, Hampshire en bestond oorspronkelijk uit:
- Terry Scott – zang, gitaar en piano
- Eddie Hammett – gitaar en zang
- John James Gordon – basgitaar
- Martin Drover – trompet
- Dave Gautry – trompet
- Norman Leperd – tenorsaxofoon
- Vic Glover – slagwerk.

Door toeval kon de band spelen op de openingsdag van het festival in 1969; die dag was ingeruimd voor de promotie van plaatselijke bands; die dag had niet veel bezoekers. In de versie het jaar daarop speelde Heaven na Ralph "Streets of London" MacTell. Na dat tweede festival vond men de band goed genoeg om een album op te nemen. Brass Rock 1 kende, ondanks uitstekende kritieken, tegenvallende verkoopcijfers en werd zodoende ook meteen het laatste muziekalbum. 
Qua stijl moest Heaven weerstand bieden aan de Amerikaanse bands Blood, Sweat & Tears en Chicago en in Engeland aan If.

## Discografie
- 1971: Brass Rock 1 (nummer 2 zou nooit volgen)